# Phenacorhamdia taphorni
Phenacorhamdia taphorni — вид сомоподібних риб з родини гептаптерових (Heptapteridae). Описаний у 2008 році.

## Назва
Вид названо на честь американського іхтіолога Дональда Тапгорна за його значний внесок в іхтіологічні знання венесуельських льянос.

## Поширення
Ендемік Венесуели. Цей вид зустрічається в центральних Венесуельських Андах, у річках Санто-Домінго, Боконо, Ла-Юка та Маспарро, які стікають до річки Апуре, притки Оріноко.

## Опис
Дрібна рибка, завдовжки до 5,1 см. Тіло відносно коротке з плоскою головою та витягнутим рилом. У спинному плавнику 7 м'яких променів, в анальному 10. Статеві відмінності невідомі.